# La Pared de Jandía

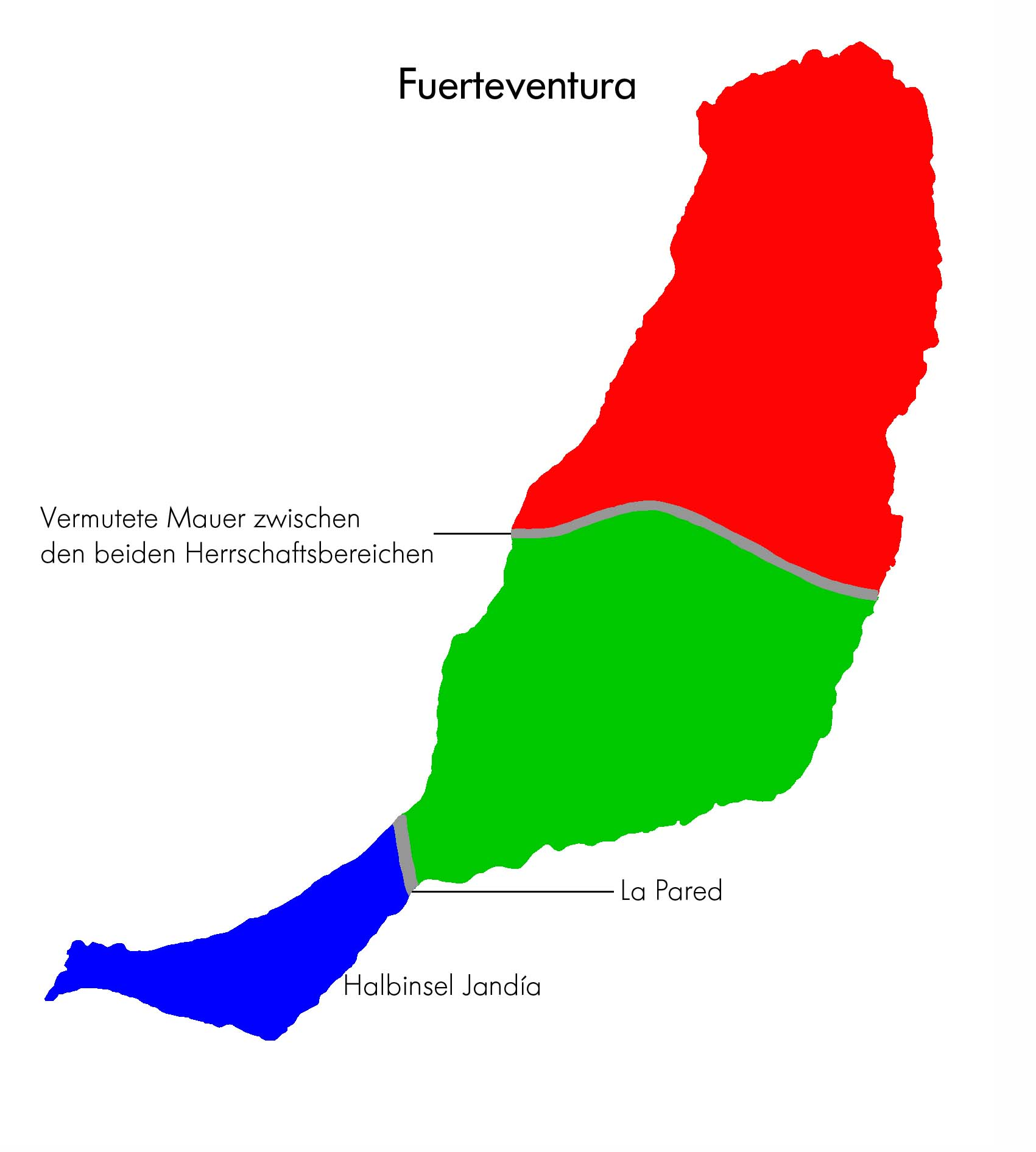
Aufteilung der Insel Fuerteventura in zwei Herrschaftsbereiche und die Halbinsel Jandía

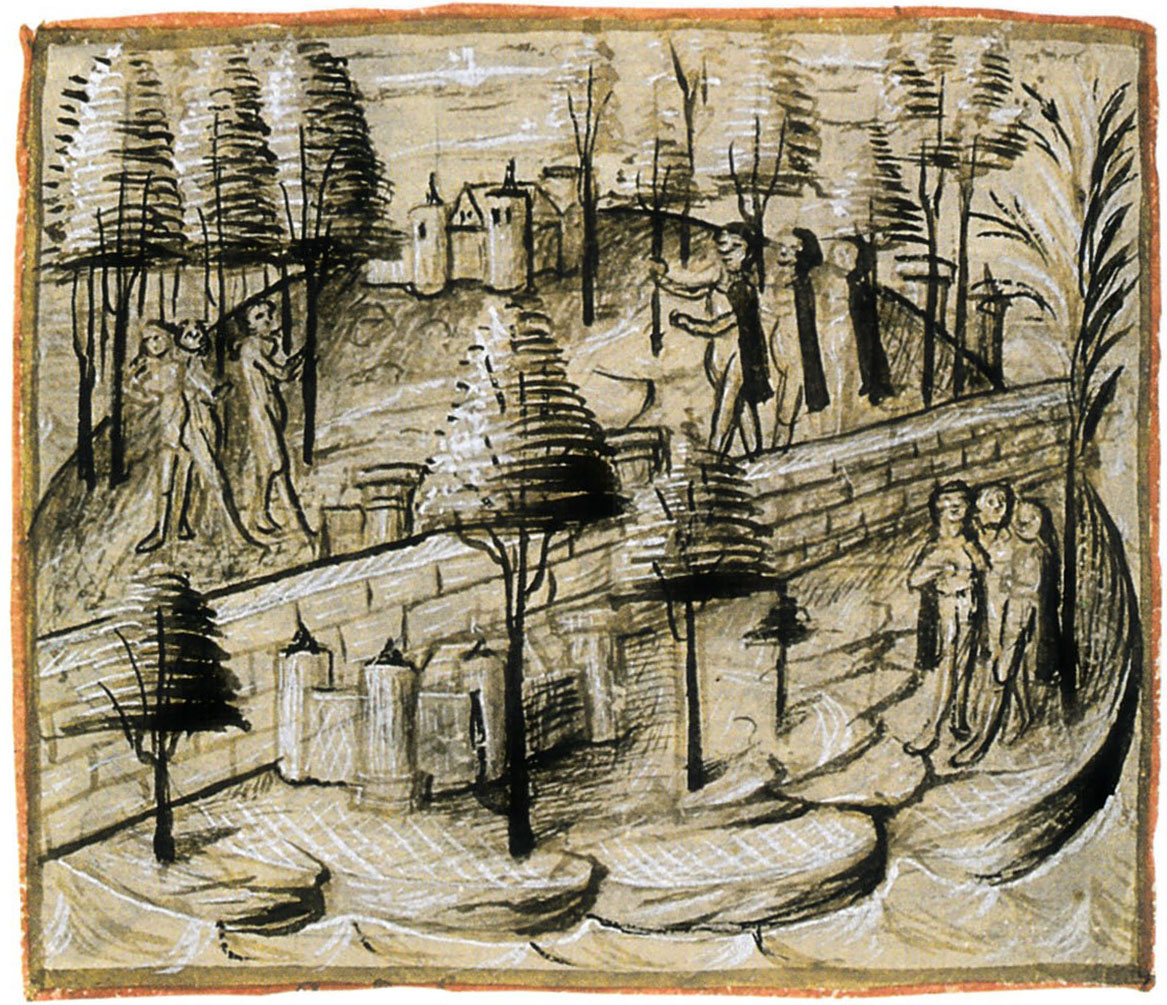
Abbildung des Le Canarien, Version B, auf der die Mauer quer über die Insel dargestellt wird.

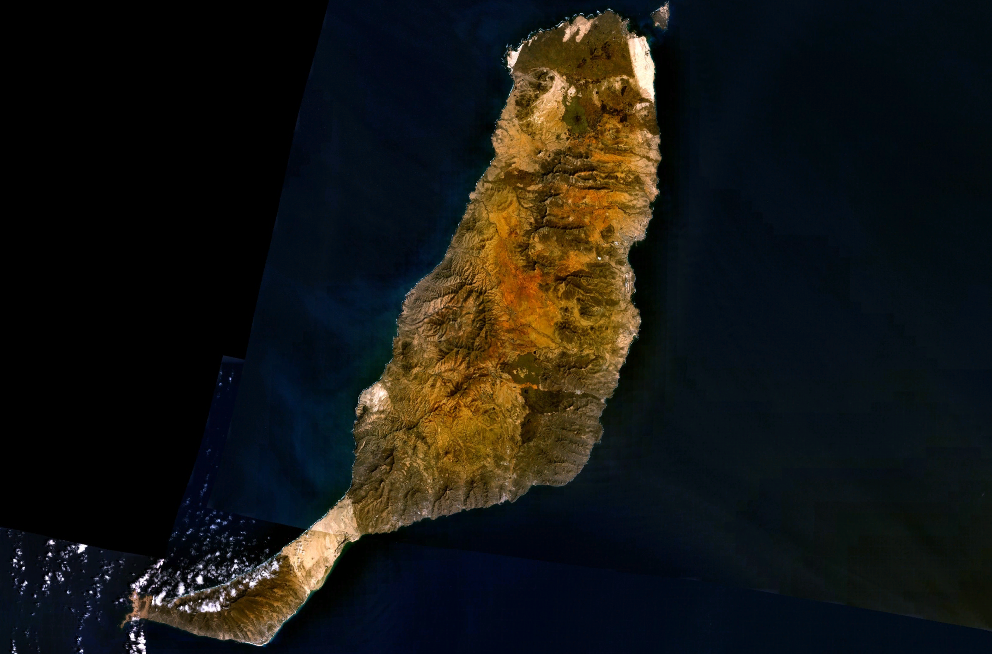
Die Landenge von Jandia erscheint hell.

La Pared de Jandía (die Mauer von Jandía) auf der Kanareninsel Fuerteventura war eine sechs Kilometer lange, etwa 1,50 m hohe und 50 cm dicke Trockenmauer die zwischen der Nordküste der Landenge von Jandía und der Südküste verlief. Sie wurde von den Ureinwohnern der Insel Fuerteventura, den Majoreros, vor dem Jahr 1402 erbaut. Von der Pared de Jandía sind nur noch wenige, unter Denkmalschutz stehende Reste erhalten.

## Historische Berichte
In der Chronik Le Canarien wird von einer Mauer berichtet, die sich an einer Landenge von einem Meer zum anderen erstreckte. An einer anderen Stelle wird gesagt, dass sich auch in der Mitte der Insel eine Mauer befand, die sich an dieser Stelle über das ganze Land erstreckte und die Insel von einer Seite des Meeres zur anderen durchquerte.
Auch in der „Historia de la conquista de las siete islas de Gran Canaria“ des Fray Juan de Abréu Galindo aus dem Jahr 1632, wird die Mauer auf der Landenge von Jandía beschrieben. Darüber hinaus wird in diesem Text eine weitere Mauer genannt, die sich etwa in der Höhe von Betancuria über die Breite von etwa 24 Kilometern quer über die Insel hinzog und das Herrschaftsgebiet des „Königs“ Ayoze im Süden von dem des „Königs“ Guize im Norden trennte. Für eine Trennung der Herrschaftsgebiete etwa in der geografischen Mitte der Insel sprechen auch die noch im 17. Jahrhundert verwendeten Bezeichnungen für die zwei Verwaltungsgebiete mit den Namen der letzten Herrscher der Majoreros. In einem Beschluss des Cabildos von Fuerteventura wird die Grenze zwischen diesen beiden Gebieten beschrieben. Bisher wurden keine Reste einer Mauer der Ureinwohner in der Mitte der Insel gefunden.

## Archäologischen Fundstellen
Die Insel Fuerteventura ist von der Nordküste bis zur Landenge von Jandía etwa 80 km lang. Die Länge der Nordseite der Halbinsel Jandía beträgt etwa 20 km. Sie ist durch die etwa 15 km lange Landenge, den Istmo de la Pared, mit dem Rest der Insel verbunden.
Auf Fuerteventura findet man eine große Anzahl von Steinmauern. Die Mehrzahl ist jedoch in der historischen Zeit nach der Ankunft der Europäer errichtet worden, um die Felder zu begrenzen und das Eindringen von Tieren zu verhindern. Das macht es schwer, zwischen möglichen vorspanischen und späteren Bauten zu unterscheiden. Dass es sich bei den Mauer- und Gebäuderesten auf der Landenge von Jandía um vorspanische Fundstücke handelt, ist wissenschaftlich erwiesen. Die Mauer hatte eine Höhe von durchschnittlich 1,5 Metern und etwas mehr als einem halben Meter Dicke. Etwa 40 Bauwerke sind an diese Mauer angebaut oder befinden sich in der unmittelbaren Umgebung. Dort wurden archäologische Fundstücke, wie z. B. Keramikteile und Muschelschalen entdeckt, die eine zeitliche Zuordnung ermöglichen.
La Pared de Jandía verlief etwa von Norden nach Süden in einer Länge von 6 km. Es gibt vermutlich zwei Anfangspunkte. Einer davon befand sich im Nordwesten der Halbinsel Jandía 50 m über Meereshöhe nahe dem Strand von Laja Blanca am Fuß eines kleinen Berges von etwa 90 m Höhe. Die Mauer ist dort in kurzen Stücken erhalten. Es gab eine zweite Trasse, die am Strand zwischen Baja del Erizo und Punta de Guadalupe anfing. Beide Zweige vereinigen sich nahe dem Fuß der Montaña Pasa Si Puedes. Danach verliert sich der Verlauf, bedingt durch die Landstraße, die die Meerenge kreuzt und vor allem durch die Infrastrukturmaßnahmen der Siedlung, die La Pared genannt wird. Die Mauer ist erneut südlich der Siedlung, nahe einem Wasserdepot, in der Nähe der Landstraße nachweisbar und verläuft dann am Degollada de Pedro Ponce vorbei, bis sie im Süden, an der Küste von Matas Blancas, das Meer erreicht. Heute ist nur ein ausgedehnter Abschnitt des mittleren Teils der Mauer erhalten, der gegen Süden in der Gegend verschwindet, die als Tablero de los Almacenes bekannt ist. Das Verschwinden der Mauer ist eine Folge der Verwendung der Steine für spätere Bauwerke auf beiden Seiten der Küste, einige davon für touristische Zwecke.

## Zweck der Mauer
Eine Funktion der Mauer könnte darin bestanden haben, einen Bereich zu begrenzen, der zur allgemeinen Benutzung bestimmt war. Ein Schutzgebiet, das von beiden Herrschaftsgebieten genutzt wurde, in Zeiten, in denen es wenige Weiden für das Vieh gab. Die große Höhe der Gebiete südlich der Pared de Jandía führte zu erhöhten Niederschlägen im Verhältnis zum Rest der Insel. Das begünstigte die Entwicklung des Bewuchses und das Vorhandensein von natürlichen Quellen. Die Mauer diente also dazu, die frei lebenden Ziegen nördlich des Gebietes der Halbinsel Jandía davon abzuhalten diese Futterstellen außerhalb der vereinbarten Zeiten abzuweiden.
Der Zweck der Mauer könnte es gewesen sein, die Grenzen zwischen zwei Herrschaftsbereichen zu markieren. Eine strategische Bedeutung für die Überwachung, der Kontrolle und der Verteidigung des Gebietes kann ausgeschlossen werden. Es handelt sich also nicht um eine Art Chinesischer Mauer oder Hadrianswall in verkleinerter Ausführung. Dabei sind drei Varianten möglich:
a) Die Insel war in ein südliches Herrschaftsgebiet, das ausschließlich auf der Halbinsel von Jandía lag und ein Herrschaftsgebiet im Norden – dem Rest der Insel – durch die Pared de Jandía getrennt.
b) Die Insel war in zwei Herrschaftsgebiete getrennt, deren Grenze quer zur Insel in Höhe der Stadt Betancuria verlief. Die Halbinsel Jandía bildete ein Territorium, das zu keinem von beiden gehörte und u. U. als gemeinsame Reserveweidefläche genutzt wurde.
c) Das südliche Herrschaftsgebiet umfasste auch die Halbinsel Jandía, während die Mauer über die Landenge ein älteres Bauwerk war, das zur Zeit der Eroberung keine Bedeutung mehr hatte.